# Keoma
A Keoma (más országokban Django Rides Again és The Violent Breed címeken is forgalmazták) egy 1976-ban bemutatott spagettiwestern, Enzo G. Castellari rendezésében, Franco Nero főszereplésével. A Keomáról azt tartják, hogy egyike az utolsó spagettiwesterneknek, tulajdonképpen az utolsó olyan olasz vadnyugati film, amely nagy megbecsülést vívott ki magának. A Keoma tiszteleg a korábbi westernek előtt, és a tipikus momentumok is fellelhetők benne, mint például a pisztolypárbaj, az antihős főszereplő és a jellegzetes zene, valamint az időlassítások. A filmet a rajongók és a kritikusok is a valaha készült egyik legjobb westernfilmnek tartják, néhányan pedig az 1966-ban bemutatott Django című film folytatásaként emlegetik, amiben szintén Franco Nero játszotta a főszerepet. Mindazonáltal a két filmnek a főszereplőn és műfaján kívül semmi köze egymáshoz.
A filmet 1976-ban mutatták be hazájában, Olaszországban, a magyar mozikban pedig 1978. augusztus 31-én volt a premierje. Amerikában csak az autósmozikban forgalmazták, később kiadták VHS-en és DVD-n is. Magyarországon DVD-n az Ultrafilm adta ki.

## Történet
Az amerikai polgárháború után Keoma, a félvér férfi visszatér szülőföldjére, apjához. Összetalálkozik három féltestvérével, akik gyűlölik őt. Keoma megment egy terhes nőt, akit azzal vádolnak, hogy elkapta a pestist. A közeli városban is tombol a pestis, a három testvér pedig nem engedi, hogy gyógyszereket vigyenek az embereknek, inkább a helyi bányába terelik őket. Keoma felveszi a harcot a város irányítóival, ennek következtében meghal Keoma régi barátja, a már alkoholizmusban szenvedő George. Miután túszul ejtették, Keoma apja is meghal, főhősünket pedig kikötözik egy kerékre, amely a város főutcáján található. De akkor feltűnik a terhes nő, aki kiszabadítja a férfit. Keoma megöli mindhárom testvérét. A nőt pedig elviszi az öreg boszorkányhoz, aki segít neki világra hozni a gyerekét, ám a nő belehal a szülésbe. Keoma felül a lovára, már épp menni készül, mikor az öreg boszorkány kérdőre vonja, hogy mit csináljon a gyerekkel. A férfi csak ennyit felel: Nem halhat meg. És tudod, miért nem? Mert szabad! És a szabad emberen a halál sem fog!

## Szereposztás
- Franco Nero – Keoma
- Woody Strode – George
- William Berger – William Shannon
- Donald O'Brien – Caldwell (Donald O'Brian néven)
- Olga Karlatos – Lisa
- Giovanni Cianfriglia – Gang Member (Ken Wood néven)
- Orso Maria Guerrini – Butch
- Gabriella Giacobbe – The Witch
- Antonio Marsina – Lenny
- Joshua Sinclair – Sam Shannon (John Loffredo néven)
- Leonardo Scavino – Doctor (Leon Lenoir néven)
- Wolfango Soldati – Confederate Soldier
- Victoria Zinny – Brothel Owner

## Produkció

### Háttér
Keoma karaktere Münchenben született meg. Franco Nero színész az idő tájt forgatta William Holden rendezővel a 21 Hours to Munich című filmet. Akkor hívta fel őt Manolo Bolognini és Enzo G. Castellari, hogy el akarnak látogatni a színészhez. A két férfi mesélni kezdett egy Keoma nevű karakterről, de Nero akkor még nem értette a dolgot, és a nevet is furcsának találta. Megmagyarázták neki, hogy régi indiánneveket tartalmazó könyveket olvastak és a Keoma szó valójában egy nagyon régi indián név. Tetszett nekik a név és azért adták ezt az akkor még megíratlan forgatókönyv főszereplőjének. A rendezőnek nem volt sok pénze a filmre, de mivel addigra már nem készültek westernfilmek, a kaszkadőrök is munka nélkül maradtak. Vártak valamilyen munkára, ezért mind olcsón mentek dolgozni. A színészek sem voltak túl drágák, mivel már nagyon akartak egy westernfilmet csinálni. Castellari az ötvenkét film közül, amit maga rendezett, a Keomát tartja kedvencének, sőt az első jelenetben lévő ablakot ő maga mozgatta.

Woody Strode a megfáradt alkoholista George szerepében, aki Keoma régi barátja

Woody Strode akkor került bele a képbe, mikor Castellari egy nap meglátta a parton futni és íjászkodni. Strode elvállalta a szerepet, később pedig Castellari és Nero tették fontossá és hatalmassá a forgatáson. A színész bevallottan azért érezte jól magát, mert az olasz filmkészítésben mindenki azonos szinten van, szemben az amerikaival, ahol a sztároknak nagy lakókocsi kell, a statiszták pedig mellettük a „senki szerepét játsszák”. A forgatáson megkérték Strodeot, mutassa meg, hogy kell használni az íjat, mivel a színész remekül értett ehhez. A film befejezése után a színész Neronak adta ajándékba az íját, amit később elloptak a vidéki házából.
Olga Karlatos karakterének nem volt neve, a rendező szerint a nő az Életet szimbolizálta, az öreg boszorkány pedig a Halált. Castellari számára a film vége hihetetlenül szimbolikus, az "életet átadjuk a halálnak", mivel a nő terhes volt, majd a gyerek megszülése után belehalt, a babát pedig az öreg boszorkány veszi kézbe. A forgatáson elég veszélyes volt az elejétől fogva egy terhes nőt alkalmazni. Manolo Bolognini kérdezte Castellarit, hogy miért kell, mire a rendező azt válaszolta, sok minden miatt, mert magában hordja az életet és ezt Keoma meg akarja menteni. A babát, de nem igazán babát, hanem az élet felé akar menni, esélyt akar adni az embereknek, hogy éljenek és ne legyenek elnyomva.

### Forgatókönyv
Az eredeti történet George Eastmantől származik, aki ebben a filmben használta ezt az álnevet, valójában Luigi Montefioninak hívják. Montefioni akkoriban színész volt, mikor megírta a film történetét, még nem volt író sem, valamint egyetlenegy westernt sem írt korábban. Mikor megérkezett a forgatókönyv, Castellari és Nero épp szabadnapon volt, mivel közben egy másik filmet forgattak együtt. A szkript csak a forgatás harmadik napján lett kész és amint a kezükbe került a könyv, Castellari és Nero átnézte, de a végeredmény nem tetszett nekik, mivel szerintük köze sem volt egy valódi westernhez. A forgatókönyvet végül kidobták és munka közben dolgozták ki. Castellari mindig megbeszélte az írókkal, hogy az adott jelenet éppen milyen stílusú legyen. Így végül szerepelt benne a rendező összes kedvenc jelenete az amerikai westernfilmekből.

### Forgatás
A filmet csupán nyolc hét alatt forgatták le. Palestrinában forgattak, ami egy kis falu Róma közelében. Már nagyon lerobbant volt, mivel a Keoma akkor készült, mikor már hét-nyolc éve nem csináltak westernfilmet. Az olasz westernek kora már lejárt, ezért az időszakosan megjelenő alkotásokat is Olaszország területén csinálták, ritkán mentek ki a stábok a régi, megszokott helyre, Spanyolországba, mert már túl költséges lett volna. Mikor a filmet készítették, de a döntést hogy leforgassák Franco Nero és Enzo G. Castellari hozta meg, mivel Nero a Djangóval lett világhírű és mindig is nagyon szerette ezt a műfajt. Castellari saját véleménye szerint hálával tartozik Sergio Leonénak, mert az ő filmjei után az összes rendezőasszisztens asszisztensből átment rendezőbe. Mikor már rég lejárt a western filmek korszaka, a rendező és Nero megbeszélték, hogy muszáj még egyet csinálniuk és ekkor találtak rá Keoma történetére, amibe mindnyájan beleszerettek. Nero és Castellari közt már korábban is nagy barátság alakult ki és ha készültek egy következő jelenetre, holott az még meg sem volt írva, a rendező mindig megkérdezte Nerot, hogy milyen legyen a leforgatott jelenet. Nero maga is dolgozott néhány dialóguson és a rendező jó baráthoz híven elfogadta a színész javaslatait. Nemcsak Nero esetében működött a dolog, hanem egy másik főszereplő Johnny Loffredónál is. Loffredo remek dialógusokat írt angolul, mivel olasz-amerikai származású. Maga írta azt a jelenetet is, mikor beszédet tart a városiaknak (itt egyesek szerint visszaköszön a Julius Caesar stílusa is), és a filmben rengeteg a Shakespeare-utalás. Nero és Castellari között nagyon harmonikus volt a hangulat a forgatás alatt. A későbbi interjúkban Nero bevallotta, hogy időnként ő biztatta Castellarit, hogy egy-egy jelenetet szépen forgasson le. Valamint biztatta a technikusokat is, hogy a nehézségek ellenére csinálják meg azokat a jeleneteket, amiben szél és por található. Franco Nero a film végén ellopott egy kis szöveget Clair Huffaker nevű barátjától, aki a The Cowboy and the Cossack című könyvet írta. Nero már évek óta imádta a könyvet, és az abban lévő egyik mondat annyira megtetszett neki, hogy muszáj volt beletennie a filmbe. A mondat az utolsó jelenetben hangzik el Keoma szájából. Nerő a filmről azt nyilatkozta, hogy noha valójában mindegyik filmjét saját gyermekének tartja és mindegyiket szereti, mégis a Keoma az egyik kedvence. Franco Nero származásához híven nagyon jól ismerte a filmzenéket. Castellari már korábban is dolgozott a De Angelis zeneszerző-testvérekkel. Valójában végül Nero segített be nekik, mivel a színész oroszlánrészt akart vállalni a zene elkészítésében.

### Hatás
Castellarit a film bemutatása után sok amerikai producer kérte fel újabb filmek rendezésére, de az volt a feltétel, hogy írjon alá minden oldalt a forgatókönyvben. De ő ellenkezett, mivel szerinte ez nem neki való feladat. A rendező lánya évekkel később Wilmingtonban lett rendezőasszisztens, ahol találkozott a híres rendezővel, Sam Raimivel. Castellari nyomására a lány megkérdezte Raimit, hogy látta-e a Keomát. Raimi bevallotta, hogy a jeleneteit abból a filmből veszi. Később a rendező megtudta, hogy a lány Castellari gyermeke, mire Raimi rettentően meglepődött, mivel azt a jelenetet másolta, mikor Keoma és apja lyukakat lőnek.
Ahogy egy nagy sikernél lenni szokott, születnek utánzatok is Olaszországban, melyek még nagyobb sikert szeretnének produkálni. Sergio Martino 1977-ben készítette el a Mannaja c. filmet, amely cselekményét és képi világát tekintve egyezik a Keomával. A főszereplőt játszó Maurizio Merli sem csak pisztollyal harcol, hanem egy baltával. Keoma nagy ütközetét is a városban szinte egy az egyben átvette Martino. A film bár figyelemre méltó rendezésben készült, ismételten csak egy spagettiwestern-epigon.

## Fogadtatás
A filmet hazájában rendkívül jól fogadta a közönség, a kritikusok és a rajongók is a valaha készült egyik legjobb westernfilmnek tartják. A Keoma már a bemutatót követően nagy sikerrel zárt, de az idő múlásával még nagyobb népszerűségre tett szert, ahogy a spagettiwestern, akárcsak az újvilági western is egy széles körben nézetté vált, kultuszműfaj lett.
Az olasz western eddigi több mint tizenöt éves története alatt több száz alkotás készült, de csak igen kevés rendező tudott igazi, valódi művészi erővel dolgozni, míg más filmek egyszerűen dobálóztak a western műfajával. Egy-egy nagy sikerű alkotás között rengeteg harmadrangú western készült Olaszországban és Spanyolországban. A Keoma után már egyre kevesebbet forgattak westerneket, s az érdeklődés is csökkent az ilyen filmek iránt Európában, míg az Egyesült Államokban megállíthatatlanná vált a hanyatlásuk. Maga Castellari is csak egy westernt készített még Neróval a Cipolla Coltot 1977-ben, majd a 90-es években olasz-orosz koprodukciós westernt Jonathan a medvék fiá-t, amely tulajdonképpen már csak nosztalgia. Ugyanebbe a típusba tartozik az Aranyeső Yuccában Bud Spencerrel.

## Külső hivatkozások
- Keoma a PORT.hu-n (magyarul)
- Keoma az Internet Movie Database-ben (angolul)
- Keoma a Box Office Mojón (angolul)